# Cinemascope

Esquema del funcionament del cinemascope

El CinemaScope (adaptat en català com a nom comú, cinemascop) és un sistema de filmació que usa una sèrie de lents anamòrfiques per a rodar pel·lícules amb un format de pantalla ampli i projeccions en pantalla panoràmica. Va ser creat el 1953 pel president de la 20th Century Fox, Spyros P. Skouras, i va significar l'inici del format anamòrfic per a la projecció de pel·lícules. Aquesta tècnica de la pantalla panoràmica va ser, però, successora de l'Anamorphoscope, un procés creador d'una pantalla àmplia que usava el sistema de lents Hypergonar inventat per Henri Chrétien.
La filmació en aquest format consistia a comprimir una imatge normal dins del quadre estàndard de 35 mm i després descomprimir-les durant la projecció a través d'unes lents anamòrfiques especials (lents Hypergonar) que s'instal·laven a les càmeres i màquines de projecció.
Es tracta de, bàsicament, agafar una imatge en un format angular (amb una lent convergent) per comprimir-la en un format per emetre-la en un format panoràmic equivalent als 35 mm reals en analògic.
Aquestes lents anamòrfiques van permetre que el resultat final fos d'imatges on la relació d'aspecte arribava al 2,66:1, és a dir, quasi el doble d'ampli que la proporció d'1,37:1 (pròpia del format de 35 mm frame film). A més, aquestes lents tenien una concavitat que permetia eliminar certes distorsions pròpies del sistema primitiu.
Tot i que aquest sistema de lents va ser substituït pels nous desenvolupaments tecnològics, com ara el Panavision, el format de CinemaScope encara és vigent avui en dia. Aquesta tècnica s'utilitza per referir-se a qualsevol presentació d'aspecte ràtio de 2.35:1, 2.39:1 o 2.40:1.

## Història

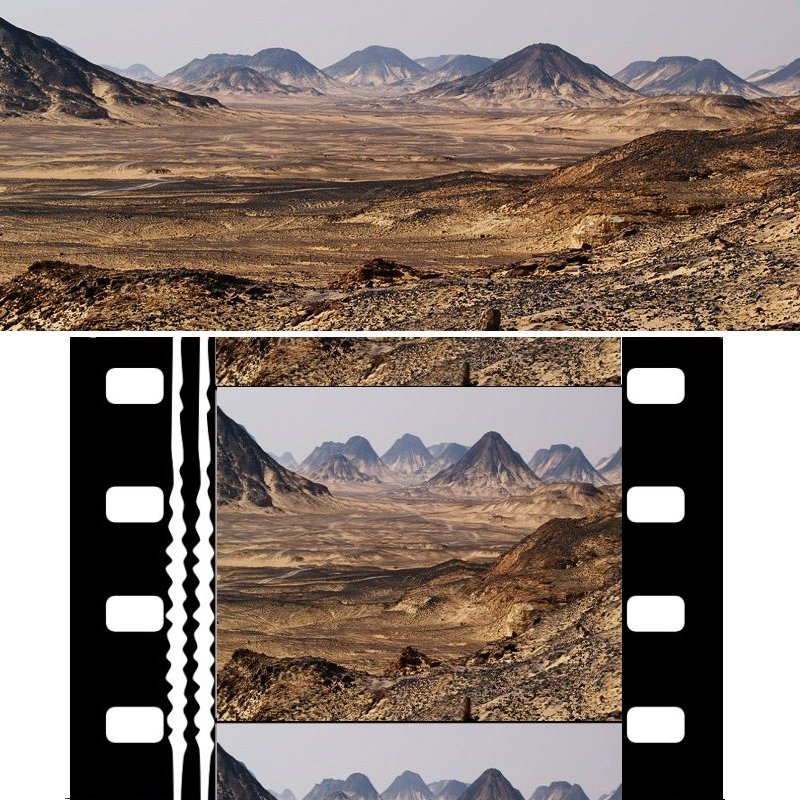
Comparació entre la imatge "normal" i la imatge anamòrfica en una pel·lícula de 35 mm (Cinemascope)

El CinemaScope va néixer a partir de l'Anamorphoscope, creat pel francès Henri Jacques Chrétien qui va guanyar un Oscar per la seva aportació. Però va ser l'any 1953 quan es van reunir a Niça, Spyrous Skouras (director dels Estudis Fox) i Henri Chrétien. En aquesta reunió Skouras va obtenir un prototip que donaria el naixement al CinemaScope. I va ser aquell mateix any quan Twentieth Century Fox va estrenar la pel·lícula The Robe (Henry Koster), la primera pel·lícula sota el sistema CinemaScope, encara que en realitat la primera pel·lícula rodada en CinemaScope fou How to Marry a Millionaire (Jean Negulesco - 1953), estrenada uns mesos després que The Robe.
Tot i que el creador reconegut d'aquesta tècnica va ser Henri Jacques Chrétien, l'efecte anamòrfic ja s'havia observat durant centenars d'anys. Per exemple, alguns elements metàl·lics durant l'època de l'antiga Roma ja van produir aquest fenomen. Tot i això, s'atribueix el descobriment de “la teoria de l'anamorfosi” a Sir David Brewster, que ho va emprar per a la fotografia des de 1862 i a qui se li va concedir la primera patent.
Referent a les primeres pel·lícules anamòrfiques, aquesta tècnica ja la va fer servir de manera molt bàsica el 1898 el professor Ernst Abbe i la seva companyia Zeiss a Alemanya. Aquest sistema va ser anomenat Anamorphot. També en trobem exemples a França durant la dècada del 1920. Claude Autant-Lara va fer una pel·lícula de pantalla ample anomenada The Origin of Fire del 1929 i utilitzant el sistema òptic anamòrfic. Més tard, en l'Exposició Internacional de París del 1937, una pel·lícula de pantalla ampla anamòrfica es va projectar sobre una pantalla gegant a la part frontal del Palau de Lumière.
Un altre sistema de rodatge també amb lents anamòrfiques va sorgir als Estats Units de la mà del Dr. H. Sidney Newcomer, qui va intentar promoure el seu sistema de lents anomenat “Anamorphosa”. Als Estats Units, però, la idea d'alterar els formats estàndards i imposar un de 35 mm no va deixar desenvolupar la idea de Newcomer.
Però el vertader creador d'aquest sistema va ser el professor Henri Chrétien, qui va començar a promocionar-lo internacionalment. El va presentar als Estats Units formalment els anys 1931 i 1935, i aleshores va ser quan Paramount Pictures va adquirir la seva lent per a experimentar amb ella. Tot i això, va decidir no comprar-la.
La lent de Chrétien va ser posada en exhibició un últim cop, i va ser llavors quan un dels Major Studios va respondre a ell. El 18 de desempre de 1952, Twentieth Century-Fox va comprar els drets de les lents Hypergonar. Aquesta compra va comportar la desaprovació de molts professionals de l'estudi però Darryl F. Zanuck i molts alts càrrecs de la companyia Fox, es van adonar que amb aquest sistema hi havia una ràpida i econòmica forma d'aconseguir una impressionant presentació de pantalla panoràmica.

## Implantació

Les posibilitats de projecció de les sales de cinema adaptades al CinemasScope en comparacio amb la televisó 4:3

El CinemaScope, utilitzant càmeres convencionals, va fer servir originalment la mateixa àrea de negatiu que el cinema mut, amb una relació d'aspecte d'1.33:1 en un negatiu de 35 mm i quatre perforacions per fotograma, a vint-i-quatre fotogrames per segon. També, originalment, s'usava una lent anamòrfica en el frontal d'una lent fixa convencional, a manera d'adaptador. Les lents anamòrfiques, també denominades Hypergonar, en el seu ús cinematogràfic, comprimeixen la imatge en l'eix vertical mitjançant un element cilíndric a la lent, de manera que mantenint l'altura, dupliquen la informació a l'ample en el negatiu de 35 mm. Posteriorment, durant la projecció, una altra lent anamòrfica descomprimia l'eix vertical, produint una imatge de pantalla panoràmica, amb una relació d'aspecte de 2.66:1, el doble que la imatge del cinema mut. En cas de no utilitzar aquesta lent, la imatge projectada hauria ocupat les mateixes dimensions a la pantalla que una pel·lícula convencional, només que amb la imatge estirada verticalment.
Aquest nou format, a part d'oferir una imatge més àmplia, era capaç de proporcionar quatre pistes magnètiques de so en 35 mm (canals esquerre, central, dret i surround). Des del principi, per tal d'instal·lar els quatre canals de so en la mateixa pel·lícula de 35 mm de la imatge en lloc d'en una altra, com en el Cinerama, la relació d'aspecte va ser retallada dels 2.66 inicialment previstos a 2.55:1, ja que part de l'espai en el positiu havia de servir perquè l'ocupessin les pistes de so.
Al contrari que el que va passar amb el Cinerama, els cinemes es van mostrar disposats a acollir el nou sistema, perquè implicava únicament l'adquisició de la lent descompressora i d'una nova pantalla. En molts casos, no es van voler instal·lar nous equips de so, i es va mantenir el sistema monofònic. Aquesta decisió va obligar a retallar de nou la relació d'aspecte del format finalment a 2.35:1, ja que es va decidir que les còpies de les pel·lícules portessin so Magoptical (el so magnètic estèreo de quatre canals i una pista monofònica òptica), la qual cosa restava una mica més d'espai al positiu per a la imatge, per tal d'assegurar la compatibilitat en els cinemes equipats amb cada format de so.

## Primeres pel·lícules
La primera pel·lícula estrenada en CinemaScope fou The Robe, produïda per la 20th Century Fox, dirigida per Henry Koster i interpretada per Richard Burton i Victor Mature. La notícia de l'estrena va aparèixer als diaris espanyols el 4 de desembre de 1953. Es va titular La túnica sagrada a Espanya i El manto sagrado a Hispanoamèrica.

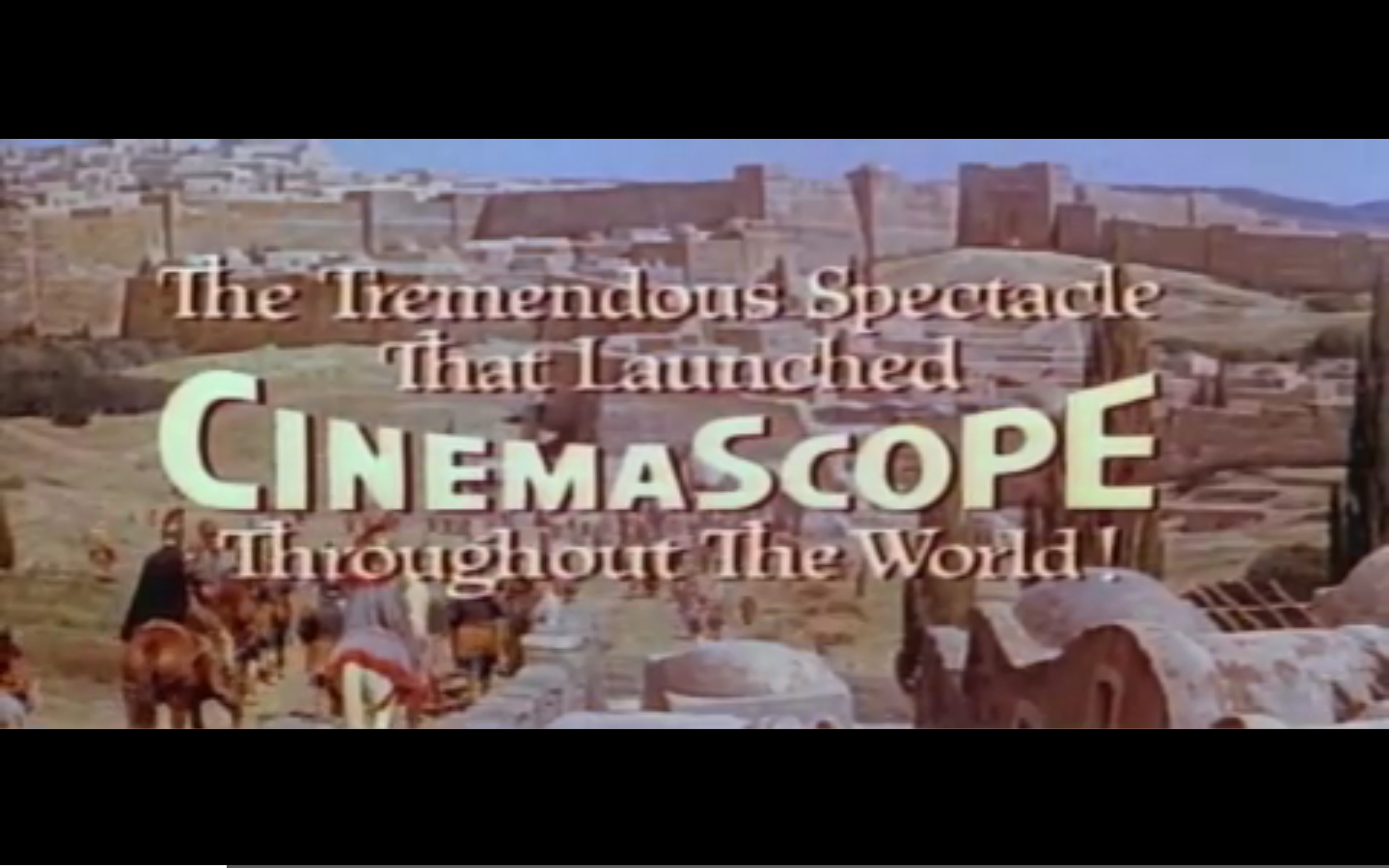
The Robe (1953) - Fotograma

Si bé The Robe va ser la primera pel·lícula estrenada en cinemascope, no fou la primera que va començar a produir-se en aquest format. Tot i que es va estrenar després, la primera pel·lícula que va començar a produir-se en cinemascope va ser Com casar-se amb un milionari, protagonitzada per Marilyn Monroe. Malgrat que The Robe la va avançar en l'estrena, aquesta pel·lícula va ser la que la Fox va utilitzar per demostrar les qualitats del cinemascope per a la indústria del cine.
Fox va usar els personatges influents per promocionar el CinemaScope. Amb The Robe i Com casar-se amb un milionari, el sistema va tenir èxit a Hollywood. Fox va autoritzar el sistema a molts dels principals estudis cinematogràfics, incloent-hi Columbia, Warner Bros., Universal, MGM i Walt Disney Productions.
Walt Disney Productions va ser una de les primeres companyies a llicenciar el CinemaScope. Van crear 20,000 Leagues Under the Sea, considerada com un dels millors exemples de les primeres produccions a partir del CinemaScope. El curt Toot, Whistle, Plunk and Boom, que va guanyar l'Academy Award for Best Short Subject (Cartoons) el 1953,va ser el primer exemple de dibuixos animats produït en CinemaScope. El primer llargmetratge d'animació produït a partir del CinemaScope va ser Lady and the Tramp (1955), també de Walt Disney Productions.
A causa de la incertesa inicial sobre si el procés seria aprovat àmpliament, es van rodar diverses pel·lícules simultàniament amb lents anamòrfiques i regulars. Malgrat l'èxit l'inicial, Fox no va rodar totes les produccions amb aquest sistema. Van reservar el CinemaScope com a nom comercial per les produccions "A", produccions en color, mentre que les produccions "B", en blanc i negre, es van iniciar el 1956 sota el nom comercial de RegalScope. Aquest últim utilitza la mateixa òptica que CinemaScope, però, en general, un sistema de cambra diferent.
El primer videoclip musical de la història filmat en Cinemascope va ser Plus grandir, de la famosa cantant francesa Mylène Farmer.

## So
Els alts càrrecs de la Fox estaven interessats en el fet que el so del seu nou format de pel·lícula panoràmica fos tan impressionant com la imatge, i això significava que havia d'incloure un verdader so estereofònic.
Anteriorment, el so estèreo en el cinema comercial sempre havia utilitzat pel·lícules de so per separat. El llançament de Walt Disney, Fantasia, l'any 1940, va usar una banda sonora de tres canals reproduïda des d'una pel·lícula òptica separada. Els primers sistemes estèreo de postguerra als Estats Units fets servir amb Cinerama i algunes pel·lícules 3D havien fet servir audio multicanal reproduït des d'una pel·lícula magnètica separada. La Fox, inicialment, tenia la intenció d'utilitzar estèreo de 3 canals de pel·lícula magnètica per CinemaScope.
Tanmateix, la companyia de so de Hazard E. Reeves havia ideat un mètode de recobriment de pel·lícula de 35 mm amb bandes magnètiques i va dissenyar un sistema de 3 canals (esquerra, centre, dreta) basat en tres bandes de 0,063" (1,6 mm) d'ample, una a cada marge de la pel·lícula fora de les perforacions, i una entre la imatge i les perforacions en aproximadament la posició d'una banda sonora òptica estàndard. Més tard, es va trobar la possibilitat d'agregar una franja més estreta de 0,029" (0,74 mm) entre la imatge i les perforacions a l'altra banda de la pel·lícula; aquesta quarta pista es va utilitzar per a un canal de so envoltant, també conegut en aquell moment com a canal d'efectes. Per evitar que el xiulet al canal envoltant distragués al públic, els altaveus envoltants es van activar amb un to de 12 kHz gravat a la pista envoltant només mentre el material de programa envoltant desitjat estava present.
Aquest sistema de so magnètic de 4 pistes també es va utilitzar per a algunes pel·lícules que no són de CinemaScope, com per exemple Fantasia, que fou rellançada els anys 1956, 1963 i 1969 amb la pista Fantasound original transferida a 4 pistes magnètiques.

## CinemaScope 55
CinemaScope 55 era una versió de format gran del CinemaScope introduït per Twentieth Cetury Fox el 1955. Va ser utilitzada una amplada de pel·lícula de 55,626 mm.
Fox va introduir la versió de Cinemascope amb una amplada de pel·lícula de 35 mm el 1953, i va ser comercialment molt exitosa. Tot i això, l'allargament addicional de la imatge, necessària per omplir les noves pantalles més amples instal·lades a les sales, va comportar l'aparició de gra visible. Una pel·lícula de major amplada va ser utilitzada per reduir-la necessitat de tal allargament. El CinemaScope 55 va ser desenvolupat per tal de satisfer aquesta necessitat. Era un dels tres sistemes d'alta definició introduïts a mitjan anys 50.
Fox va determinar que un sistema que produís una frame area d'aproximadament quatre cops a la de 35 mm seria l'òptima per trobar el balanç entre l'espectacularitat i el cost. Amb aquest objectiu, es va triar una amplada de pel·lícula de 55,625 mm. El negatiu tenia les perforacions de tipus CS Fox-hole al costat de la pel·lícula, i l'obertura de la càmera era d'1,824  per 1,430, aproximadament 46 mm x 36 mm, donant una àrea d'imatge de 2,61 polzades quadrades. Es distancia del negatiu anamòrfic de 35 mm, que oferia una imatge de 0,46 polzades quadrades. Tot i això, a la pel·lícula la mida era més petita, d'aproximadament 1,34 x 1,06, per permetre l'espai per les sis bandes magnètiques del so. Quatre d'aquestes bandes del so, dues per cada costat, estaven fora de les perforacions. Les altres dues estaven entre les perforacions i la imatge. El frame tenia una proporció d'aspecte d'1,275:1, el qual expandit per una lent anamòrfica donava com a resultat una imatge de 2.55:1.
La càmera construïda 20 anys abans pel format de pel·lícula de 70 mm de Fox va ser modificada per tal de treballar amb el nou format de 55 mm. Bausch & Lomb, l'empresa que havia creat les lents anamòrfiques originals del cinemascop, va ser contractada per Fox per tal que dissenyés les noves lents anomenades "Super CinemaScope" , amb la capacitat de cobrir un marc de pel·lícula major.
Fox va gravar dos musicals en CinemaScope 55, Carousel, i The King and I. Tot i això, no va realitzar pel·lícules de 55 mm per cap de les dues pel·lícules: van ser presentades en el format convencional de 35 mm del cinemascop.
Fox va interrompre aviat aquest procés, ja que era impossible per les sales de reequipar-se per poder presentar pel·lícules de 55 mm, Fox va passar a fer les seves grans produccions en format Todd-AO, en el que tenien un interès financer.

## Dificultats tècniques
Tot i que el CinemaScope era capaç de projectar una imatge de relació d'aspecte 2.66:1, part de l'espai en el positiu havia de servir perquè l'ocupessin les pistes de so, fet que es reduís a 1.55:1.
Com que en projectar la imatge aquesta era ampliada horitzontalment, hi havia visibles problemes de gra i brillantor. Per combatre això, es van desenvolupar formats de pel·lícula més grans (inicialment un 55 mm molt car per a Carousel i The King and I). Tot i això, aquest format va ser abandonat (ambdues pel·lícules es van reduir a 35 mm, tot i que la relació d'aspecte es va mantenir a 2,55:1). Més tard, Fox va presentar The King and I en el format de pel·lícula 70 mm. El problemes inicials amb el gra i la brillantor van ser reduïts gràcies a les millores de les pel·lícules de cinema i de les lents.
El principal defecte del CinemaScope era una lleugera distorsió que es produïa al centre de la pantalla, la qual cosa provocava que la imatge en aquesta zona quedés esclafada, i ni tan sols la utilització de curvatures de pantalla aconseguia eliminar totalment aquest error. Els directors que rodaven en aquest format se'n van adonar, raó per la qual van optar per evitar els primers plans en la mesura del possible. Sempre que el guió exigia un primer pla, aquest es col·locava a un costat de l'enquadrament.

## Decadència

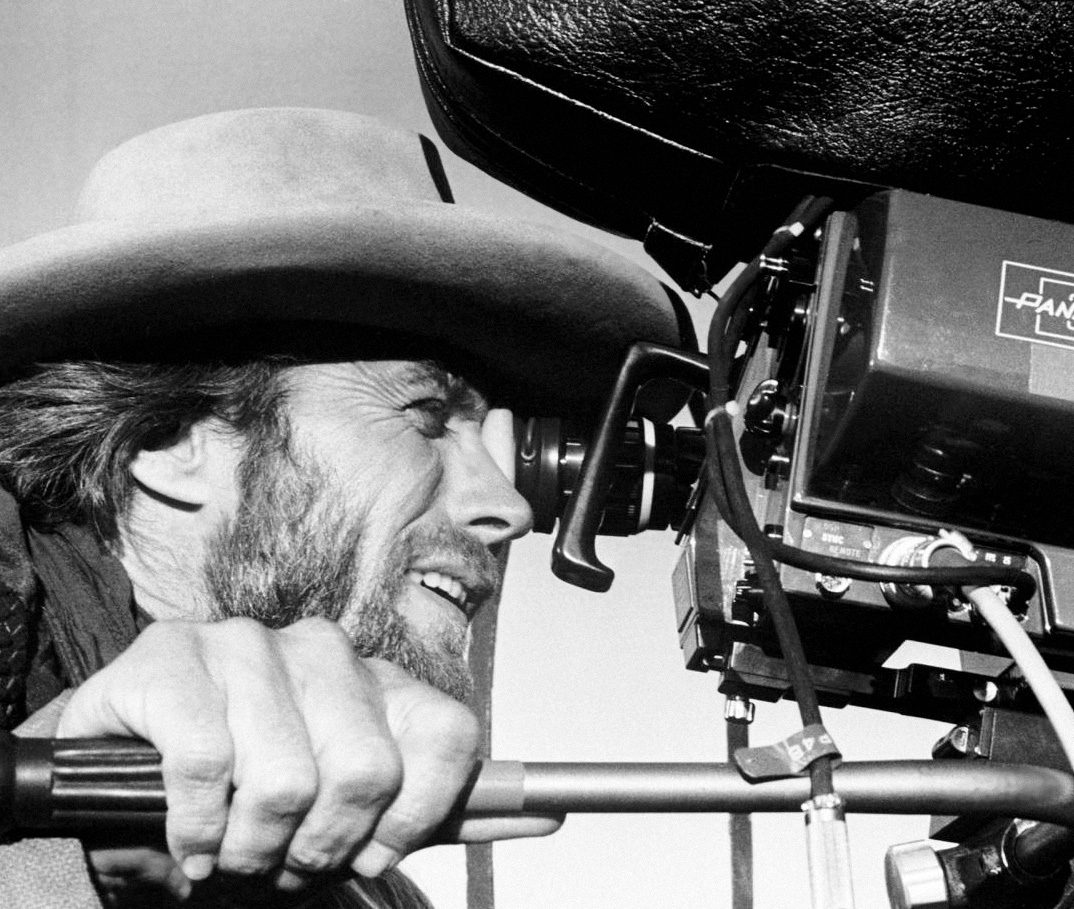
Fotografia de Clint Eastwood mirant el visor d'una càmera de Panavision en el set de la pel·lícula de 1976 The Outlaw Josey Wales.

Tot i que col·locar les noves lents a les càmeres i els projectors era relativament barat, fer pel·lícules en CinemaScope podia ser car i complicat. La il·luminació havia de ser molt intensa, l'enfocament es perdia amb facilitat i el sistema estirava horitzontalment tot el que apareixia en primer pla al centre de la pantalla, fins i tot els rostres humans, un fenomen que els tècnics humorísticament anomenaven «efecte galteres». El fundador de Panavision, Robert Gottschalk, aviat va crear un sistema de lents que era millor que el de CinemaScope i evitava aquest efecte. Les pel·lícules en Panavision eren més barates de produir i el resultat tècnic va guanyar-se el favor dels estudis de cinema.